# Robert F. Simon
Robert F. Simon (Mansfield, 2 dicembre 1908 – Tarzana, 29 novembre 1992) è stato un attore statunitense.
Ha recitato in oltre 40 film dal 1950 al 1971 ed è apparso in oltre 150 produzioni televisive dal 1951 al 1985. È stato accreditato anche con il nome Robert Simon.

## Biografia
Robert F. Simon nacque a Mansfield, in Ohio, il 2 dicembre 1908. Iniziò la sua carriera di attore nella Cleveland Play House e in alcune produzioni a Broadway (qui debuttò in Clash By Night di Clifford Odets). Sul grande schermo fece il suo debutto con il film del 1950 Sui marciapiedi. Iniziò poi una lunga carriera televisiva che lo vide interprete anche di diversi personaggi regolari. Interpretò, tra gli altri, il ruolo di Dave Tabak in 9 episodi della serie televisiva Saints & Sinners dal 1962 al 1963, del generale Alfred Terry in 17 episodi della serie televisiva Custer nel 1967, dello zio Everett in tutti e 17 gli episodi della serie televisiva Nancy dal 1970 al 1971 e di J. Jonah Jameson in 13 episodi della serie televisiva L'uomo ragno dal 1978 al 1979. È ricordato anche per il ruolo del generale Mitchell nella prima stagione (1972-1973) della serie M*A*S*H. Fu accreditato come guest star nella maggior parte delle produzioni televisive western dell'epoca d'oro della televisione statunitense (anni 50 e 60) e per tre volte in Perry Mason.
Morì a Tarzana, in California, il 29 novembre 1992 e fu seppellito all'Oakwood Memorial Park di Chatsworth (Los Angeles).

## Filmografia

### Cinema
- Sui marciapiedi (Where the Sidewalk Ends), regia di Otto Preminger (1950)
- Vittoria sulle tenebre (Bright Victory), regia di Mark Robson (1951)
- Roogie's Bump, regia di Harold Young (1954)
- Gli sterminatori della prateria (The Black Dakotas), regia di Ray Nazarro (1954)
- Senza scampo (Rogue Cop), regia di Roy Rowland (1954)
- I sette ribelli (Seven Angry Men), regia di Charles Marquis Warren (1955)
- Furia indiana (Chief Crazy Horse), regia di George Sherman (1955)
- 5 contro il casinò (5 Against the House), regia di Phil Karlson (1955)
- Orgoglio di razza (Foxfire), regia di Joseph Pevney (1955)
- L'altalena di velluto rosso (The Girl in the Red Velvet Swing), regia di Richard Fleischer (1955)
- Corte marziale (The Court-Martial of Billy Mitchell), regia di Otto Preminger (1955)
- Il re del jazz (The Benny Goodman Story), regia di Valentine Davies (1956)
- Come prima, meglio di prima (Never Say Goodbye), regia di Jerry Hopper e, non accreditato, Douglas Sirk (1956)
- Pranzo di nozze (The Catered Affair), regia di Richard Brooks (1956)
- Dietro lo specchio (Bigger Than Life), regia di Nicholas Ray (1956)
- Vita di una commessa viaggiatrice (The First Traveling Saleslady), regia di Arthur Lubin (1956)
- Supplizio (The Rack), regia di Arnold Laven (1956)
- Nel fango della periferia (Edge of the City), regia di Martin Ritt (1957)
- Spring Reunion, regia di Robert Pirosh (1957)
- Il sentiero della violenza (Gunman's Walk), regia di Phil Karlson (1958)
- I bucanieri (The Buccaneer), regia di Anthony Quinn (1958)
- Frenesia del delitto (Compulsion), regia di Richard Fleischer (1959)
- Il mostro è dietro l'angolo (Face of Fire), regia di Albert Band (1959)
- Addio dottor Abelman! (The Last Angry Man), regia di Daniel Mann (1959)
- Operazione sottoveste (Operation Petticoat), regia di Blake Edwards (1959)
- Pagare o morire (Pay or Die), regia di Richard Wilson (1960)
- Un adulterio difficile (The Facts of Life), regia di Melvin Frank (1960)
- Tess of the Storm Country, regia di Paul Guilfoyle (1960)
- Alì mago d'oriente (The Wizard of Baghdad), regia di George Sherman (1960)
- L'uomo che uccise Liberty Valance (The Man Who Shot Liberty Valance), regia di John Ford (1962)
- La strada a spirale (The Spiral Road), regia di Robert Mulligan (1962)
- Il muro dei dollari (Wall of Noise), regia di Richard Wilson (1963)
- Il mio amore con Samantha (A New Kind of Love), regia di Melville Shavelson (1963)
- Capitan Newman (Captain Newman, M.D.), regia di David Miller (1963)
- Destino in agguato (Fate Is the Hunter), regia di Ralph Nelson (1964)
- Across the River, regia di Stefan Sharff (1965)
- L'affare Blindfold (Blindfold), regia di Philip Dunne (1965)
- The Third Killer (1966) - corto
- The Reluctant Astronaut, regia di Edward Montagne (1967)
- The Legend of Custer, regia di Norman Foster, Sam Wanamaker (1968)
- Private Duty Nurses, regia di George Armitage (1971)

### Televisione
- Pulitzer Prize Playhouse – serie TV, un episodio (1951)
- Out There – serie TV, un episodio (1952)
- Woman with a Sword – film TV (1952)
- Lux Video Theatre – serie TV, 3 episodi (1952)
- Tales of Tomorrow – serie TV, un episodio (1953)
- Man Against Crime – serie TV, un episodio (1953)
- The Gulf Playhouse – serie TV, un episodio (1953)
- Mayor of the Town – serie TV, un episodio (1954)
- Waterfront – serie TV, un episodio (1954)
- Inner Sanctum – serie TV, un episodio (1954)
- The Philco Television Playhouse – serie TV, 3 episodi (1951-1954)
- Topper – serie TV, episodio 2x29 (1955)
- Medic – serie TV, un episodio (1955)
- You Are There – serie TV, 2 episodi (1955)
- Scienza e fantasia (Science Fiction Theatre) – serie TV, episodi 1x07-1x20 (1955)
- Alfred Hitchcock presenta (Alfred Hitchcock Presents) – serie TV, un episodio (1955)
- Studio 57 – serie TV, un episodio (1956)
- Jane Wyman Presents The Fireside Theatre – serie TV, un episodio (1956)
- Justice – serie TV, 2 episodi (1955-1956)
- The 20th Century-Fox Hour – serie TV, episodio 1x15 (1956)
- Kraft Television Theatre – serie TV, 4 episodi (1953-1956)
- Studio One – serie TV, 2 episodi (1955-1956)
- State Trooper – serie TV, un episodio (1956)
- Crusader – serie TV, 2 episodi (1956)
- Broken Arrow – serie TV, un episodio (1957)
- The Alcoa Hour – serie TV, episodio 2x14 (1957)
- The United States Steel Hour – serie TV, un episodio (1957)
- Matinee Theatre – serie TV, un episodio (1957)
- The Web – serie TV, un episodio (1957)
- The Millionaire – serie TV, un episodio (1957)
- Il tenente Ballinger (M Squad) – serie TV, un episodio (1957)
- General Electric Theater – serie TV, episodio 6x23 (1958)
- Climax! – serie TV, 3 episodi (1954-1958)
- Playhouse 90 – serie TV, 4 episodi (1957-1958)
- Man Without a Gun – serie TV, un episodio (1958)
- Schlitz Playhouse of Stars – serie TV, 2 episodi (1958)
- Mike Hammer – serie TV, un episodio (1958)
- Disneyland – serie TV, 2 episodi (1958)
- Steve Canyon – serie TV, un episodio (1958)
- I racconti del West (Zane Grey Theater) – serie TV, un episodio (1959)
- Border Patrol – serie TV, un episodio (1959)
- Westinghouse Desilu Playhouse – serie TV, episodio 1x22 (1959)
- Peter Gunn – serie TV, episodio 1x34 (1959)
- Laramie – serie TV, un episodio (1959)
- Avventure in paradiso (Adventures in Paradise) – serie TV, episodio 1x01 (1959)
- Black Saddle – serie TV, un episodio (1959)
- Goodyear Theatre – serie TV, episodio 3x04 (1959)
- Cheyenne – serie TV, 2 episodi (1957-1959)
- Lo sceriffo indiano (Law of the Plainsman) – serie TV, episodio 1x09 (1959)
- Johnny Ringo – serie TV, un episodio (1959)
- Johnny Midnight – serie TV, 2 episodi (1960)
- Lock-Up – serie TV, episodio 1x17 (1960)
- Wichita Town – serie TV, episodio 1x23 (1960)
- The Man from Blackhawk – serie TV, un episodio (1960)
- The Texan – serie TV, 2 episodi (1959-1960)
- Tombstone Territory – serie TV, 2 episodi (1960)
- Tate – serie TV, un episodio (1960)
- Shotgun Slade – serie TV, un episodio (1960)
- Carovana (Stagecoach West) – serie TV, episodio 1x01 (1960)
- Ispettore Dante (Dante) – serie TV, episodio 1x02 (1960)
- June Allyson Show (The DuPont Show with June Allyson) – serie TV, episodio 2x11 (1960)
- Bat Masterson – serie TV, un episodio (1960)
- Gli intoccabili (The Untouchables) – serie TV, 2 episodi (1960-1961)
- La valle dell'oro (Klondike) – serie TV, episodio 1x13 (1961)
- The Roaring 20's – serie TV, un episodio (1961)
- Lawman – serie TV, 2 episodi (1959-1961)
- The Asphalt Jungle – serie TV, un episodio (1961)
- The Case of the Dangerous Robin – serie TV, un episodio (1961)
- Holiday Lodge – serie TV, un episodio (1961)
- Avventure in fondo al mare (Sea Hunt) – serie TV, 2 episodi (1961)
- Route 66 – serie TV, 2 episodi (1960-1961)
- Hawaiian Eye – serie TV, un episodio (1961)
- Ripcord – serie TV, un episodio (1962)
- Ichabod and Me – serie TV, un episodio (1962)
- Straightaway – serie TV, un episodio (1962)
- Have Gun - Will Travel – serie TV, 4 episodi (1957-1962)
- Bus Stop – serie TV, episodio 1x21 (1962)
- Frontier Circus – serie TV, un episodio (1962)
- Outlaws – serie TV, episodio 2x21 (1962)
- The Gertrude Berg Show – serie TV, un episodio (1962)
- Lotta senza quartiere (Cain's Hundred) – serie TV, un episodio (1962)
- Gli uomini della prateria (Rawhide) – serie TV, 2 episodi (1960-1962)
- La parola alla difesa (The Defenders) – serie TV, un episodio (1962)
- Corruptors (Target: The Corruptors) – serie TV, episodi 1x06-1x31 (1961-1962)
- Kraft Mystery Theater – serie TV, un episodio (1962)
- Carovane verso il west (Wagon Train) – serie TV, 2 episodi (1958-1962)
- The Dick Powell Show – serie TV, 4 episodi (1961-1962)
- Sam Benedict – serie TV, un episodio (1962)
- The Lloyd Bridges Show – serie TV, un episodio (1962)
- Saints and Sinners – serie TV, 9 episodi (1962-1963)
- Perry Mason – serie TV, 3 episodi (1958-1963)
- Ai confini della realtà (The Twilight Zone) – serie TV, episodio 4x10 (1963)
- Dakota (The Dakotas) – serie TV, episodio 1x12 (1963)
- Il fuggiasco (The Fugitive) – serie TV, un episodio (1963)
- The Greatest Show on Earth – serie TV, episodio 1x13 (1963)
- Indirizzo permanente (77 Sunset Strip) – serie TV, episodio 6x12 (1963)
- Mr. Novak – serie TV, episodio 1x13 (1963)
- The Outer Limits – serie TV, un episodio (1963)
- Sotto accusa (Arrest and Trial) – serie TV, episodi 1x05-1x21 (1963-1964)
- Ben Casey – serie TV, 2 episodi (1962-1964)
- La grande avventura (The Great Adventure) – serie TV, episodio 1x20 (1964)
- Daniel Boone – serie TV, un episodio (1964)
- Profiles in Courage – serie TV, 2 episodi (1965)
- Un equipaggio tutto matto (McHale's Navy) – serie TV, 3 episodi (1964-1965)
- The Crisis (Kraft Suspense Theatre) – serie TV, un episodio (1965)
- Luke and the Tenderfoot – film TV (1965)
- Slattery's People – serie TV, un episodio (1965)
- Viaggio in fondo al mare (Voyage to the Bottom of the Sea) – serie TV, un episodio (1965)
- La leggenda di Jesse James (The Legend of Jesse James) – serie TV, un episodio (1965)
- Il dottor Kildare (Dr. Kildare) – serie TV, 2 episodi (1965)
- The Iron Men – film TV (1966)
- Get Smart – serie TV, un episodio (1966)
- The Lucy Show – serie TV, un episodio (1966)
- Gunsmoke – serie TV, 7 episodi (1957-1966)
- I sentieri del west (The Road West) – serie TV, episodio 1x06 (1966)
- Pattuglia del deserto (The Rat Patrol) – serie TV, un episodio (1967)
- Laredo – serie TV, 2 episodi (1965-1967)
- Custer – serie TV, 17 episodi (1967)
- The Andy Griffith Show – serie TV, un episodio (1968)
- I giorni di Bryan (Run for Your Life) – serie TV, episodio 3x20 (1968)
- Operazione ladro (It Takes a Thief) – serie TV, un episodio (1968)
- Il virginiano (The Virginian) – serie TV, 4 episodi (1963-1968)
- Sui sentieri del West (The Outcasts) – serie TV, episodio 1x16 (1969)
- Il grande teatro del west (The Guns of Will Sonnett) – serie TV, un episodio (1969)
- Bonanza – serie TV, 2 episodi (1960-1970)
- Wild Women – film TV (1970)
- Love, American Style – serie TV, un episodio (1970)
- Nancy – serie TV, 17 episodi (1970-1971)
- Los Angeles: ospedale nord (The Interns) – serie TV, un episodio (1971)
- Vita da strega (Bewitched) – serie TV, 5 episodi (1964-1971)
- Un vero sceriffo (Nichols) – serie TV, un episodio (1971)
- Marcus Welby (Marcus Welby, M.D.) – serie TV, 2 episodi (1970-1972)
- Mod Squad, i ragazzi di Greer (The Mod Squad) – serie TV, 2 episodi (1969-1972)
- Assignment Vienna – serie TV, un episodio (1972)
- La famiglia Partridge (The Partridge Family) – serie TV, un episodio (1973)
- Temperatures Rising – serie TV, un episodio (1973)
- The Six Million Dollar Man: Wine, Women and War – film TV (1973)
- M*A*S*H – serie TV, 3 episodi (1973)
- Barnaby Jones – serie TV, un episodio (1974)
- Winter Kill – film TV (1974)
- L'uomo da sei milioni di dollari (The Six Million Dollar Man) – serie TV, un episodio (1974)
- Pepper Anderson agente speciale (Police Woman) – serie TV, un episodio (1974)
- Amy Prentiss – serie TV, un episodio (1974)
- Hawaii squadra cinque zero (Hawaii Five-O) – serie TV, un episodio (1975)
- Colombo (Columbo) – serie TV, episodio 5x01 (1975)
- Ellery Queen – serie TV, episodio 1x03 (1975)
- Cannon – serie TV, un episodio (1975)
- Uno sceriffo a New York (McCloud) – serie TV, 2 episodi (1973-1976)
- Le strade di San Francisco (The Streets of San Francisco) – serie TV, 8 episodi (1972-1976)
- McMillan e signora (McMillan & Wife) – serie TV, un episodio (1976)
- Good Heavens – serie TV, un episodio (1976)
- Tail Gunner Joe – film TV (1977)
- The Feather and Father Gang – serie TV, un episodio (1977)
- The Girl in the Empty Grave – film TV (1977)
- The Amazing Spider-Man – serie TV, 13 episodi (1978-1979)
- La famiglia Bradford (Eight Is Enough) – serie TV, un episodio (1980)
- Quincy (Quincy M.E.) – serie TV, 4 episodi (1977-1982)
- Supercopter (Airwolf) – serie TV, un episodio (1985)

## Doppiatori italiani
- Lauro Gazzolo in L'altalena di velluto rosso
- Manlio Busoni in Come prima... meglio di prima
- Renato Turi in I bucanieri
- Sergio Graziani in La strada a spirale